# Hierochthonia debonii
Hierochthonia debonii is een vlinder uit de familie van de spanners (Geometridae). De soort is voor het eerst wetenschappelijk beschreven door Giorgio Krüger in een publicatie uit 1939.
De soort komt voor in Libië.